# Йоанна Вроблевська
Йоанна Вроблевська (пол. Joanna Wróblewska; нар. 27 грудня 1997, Цеханув, Польща) — польська футболістка, півзахисниця «Шльонська» (Вроцлав) та національної збірної Польщі.

## Клубна кар'єра
Футбольну кар'єру розпочала в АЗС (Вроцлав), кольори якої захищала кольори з 2013 по 2018 рік. Зіграла понад 100 матчів у вищому дивізіоні чемпіонату Польщі.
З 2018 по 2020 рік грала за ГКС (Катовиці).
Влітку 2020 року перейшла у «Шльонськ» (Вроцлав). У сезоні 2020/21 років відзначилася 10-ма голами у всіх турнірах, завдяки чому стала найкращою бомбардиркою команди.

## Кар'єра в збірній
Викликалася до дівочої та молодіжних команд збірних Польщі. З 2016 року запрошується до національної збірної. У вересні 2020 року наставник жіночої збірної Польщі Мілош Степінський додав гравчиню до розширеного списку кандидатів у збірну.

## Досягнення
АЗС (Вроцлав)
- Екстраліга
  -  Бронзовий призер (1): 2013/14[3]

Особисті досягнення
- Найкраща футболістка Польщі 2020 року[4]